# Nar (Ossetië)
Nar (Russisch: Нар) is een bergplaats in de Kaukasus. Nar ligt in Noord-Ossetië aan de Transkaukasische wegverbinding van Rusland naar Georgië. In Nar is in 1859 de dichter en grondlegger van de Ossetische literatuur Kosta Chetagoerov geboren. Zijn geboortehuis is tegenwoordig een museum. 